# Love song (Sara Bareilles)
"Love Song" is de eerste single van het tweede album Little Voice van de Amerikaanse zangeres Sara Bareilles. Het nummer werd geschreven als antwoord op de vraag van platenmaatschappij Epic Records of Bareilles niet eens een liefdeslied (love song) kon schrijven. Het nummer kwam in de Verenigde Staten al uit in december 2007, Europa moest wachten tot 2008. Love Song is op Radio 538 al wel verkozen tot Alarmschijf en op 3FM als Megahit.

## Videoclip
De videoclip van Love Song werd geregisseerd door Josh Forbes. In de clip zie je een miniatuur Sara Bareilles achter een piano in een jukebox die liefdesliedjes speelt. Een aantal mensen gooit muntjes in het apparaat om Bareilles te horen spelen, ze speelt het nummer dag na dag. De teksten geven haar frustraties weer, als ze zegt dat ze "geen liefdeslied voor je gaat schrijven, vandaag" (not going to write you a love song today), waarna ze een muntje oppakt wat ze tussen de tandwielen van het apparaat gooit, waardoor deze stukgaat. De volgende morgen vindt de eigenaar van de jukebox het apparaat kapot. Als hij het blokkerende muntje ontdekt, kijkt hij verbaasd. Uiteindelijk geeft hij het muntje aan Bareilles, waarmee hij haar "vrijlaat" uit haar jukebox.

## Hitnotering
| "Love Song" in de Nederlandse Top 40 - binnen 29 maart 2008 | "Love Song" in de Nederlandse Top 40 - binnen 29 maart 2008 | "Love Song" in de Nederlandse Top 40 - binnen 29 maart 2008 | "Love Song" in de Nederlandse Top 40 - binnen 29 maart 2008 | "Love Song" in de Nederlandse Top 40 - binnen 29 maart 2008 | "Love Song" in de Nederlandse Top 40 - binnen 29 maart 2008 | "Love Song" in de Nederlandse Top 40 - binnen 29 maart 2008 | "Love Song" in de Nederlandse Top 40 - binnen 29 maart 2008 | "Love Song" in de Nederlandse Top 40 - binnen 29 maart 2008 | "Love Song" in de Nederlandse Top 40 - binnen 29 maart 2008 | "Love Song" in de Nederlandse Top 40 - binnen 29 maart 2008 | "Love Song" in de Nederlandse Top 40 - binnen 29 maart 2008 | "Love Song" in de Nederlandse Top 40 - binnen 29 maart 2008 | "Love Song" in de Nederlandse Top 40 - binnen 29 maart 2008 | "Love Song" in de Nederlandse Top 40 - binnen 29 maart 2008 | "Love Song" in de Nederlandse Top 40 - binnen 29 maart 2008 | "Love Song" in de Nederlandse Top 40 - binnen 29 maart 2008 | "Love Song" in de Nederlandse Top 40 - binnen 29 maart 2008 | "Love Song" in de Nederlandse Top 40 - binnen 29 maart 2008 | "Love Song" in de Nederlandse Top 40 - binnen 29 maart 2008 |
| Week                                                        | 1                                                           | 2                                                           | 3                                                           | 4                                                           | 5                                                           | 6                                                           | 7                                                           | 8                                                           | 9                                                           | 10                                                          | 11                                                          | 12                                                          | 13                                                          | 14                                                          | 15                                                          | 16                                                          | 17                                                          | 18                                                          | 19                                                          |
| ----------------------------------------------------------- | ----------------------------------------------------------- | ----------------------------------------------------------- | ----------------------------------------------------------- | ----------------------------------------------------------- | ----------------------------------------------------------- | ----------------------------------------------------------- | ----------------------------------------------------------- | ----------------------------------------------------------- | ----------------------------------------------------------- | ----------------------------------------------------------- | ----------------------------------------------------------- | ----------------------------------------------------------- | ----------------------------------------------------------- | ----------------------------------------------------------- | ----------------------------------------------------------- | ----------------------------------------------------------- | ----------------------------------------------------------- | ----------------------------------------------------------- | ----------------------------------------------------------- |
| Nummer                                                      | 21                                                          | 15                                                          | 8                                                           | 8                                                           | 6                                                           | 6                                                           | 5                                                           | 5                                                           | 5                                                           | 5                                                           | 6                                                           | 6                                                           | 10                                                          | 11                                                          | 14                                                          | 18                                                          | 26                                                          | 30                                                          | uit                                                         |